# Helmut Krone
Helmut Krone (New York, 16 luglio 1925 – New York, 12 aprile 1996) è stato un pubblicitario statunitense.
Art director presso l'agenzia pubblicitaria DDB, è noto soprattutto per gli annunci realizzati negli anni sessanta per il Maggiolino della Volkswagen e per la ditta di autonoleggio Avis.
Secondo il giornale New York Times è stato uno dei pionieri della moderna pubblicità.
Secondo la rivista Advertising Age è da considerarsi una delle figure più influenti nella storia della pubblicità del Novecento.

## Biografia

### Esordi
Krone nasce a Ridgewood, nella zona del Queens (oggi quartiere di New York), da una famiglia di estrazione sociale modesta. Il padre, calzolaio di origine tedesca, muore quando Krone è ancora tredicenne.
Nel 1943, appena ottenuto il diploma alla School of Industrial Art, viene arruolato in marina e partecipa alla Seconda guerra mondiale. Nel 1945 viene ricoverato in ospedale a causa di una malattia contratta mentre si trovava in missione nel Pacifico.
Sebbene appassionato di disegno industriale, deciderà di dedicarsi alla grafica dopo aver assistito ad alcune esposizioni di Paul Rand e Lester Beall. Nell'immediato dopoguerra inizia così  a comporre il proprio portfolio. Studia sotto Alexey Brodovitch presso la New School for Social Research. Ottiene per un breve periodo un incarico presso l'Esquire, e collabora con vari studi realizzando alcune delle sue prime pubblicità.
Nel 1949 si sposa. Nel 1950 nasce il primo dei suoi cinque figli, e acquista una Volkswagen. Ditta automobilistica, quest'ultima, che per ironia della sorte qualche anno dopo avrà un impatto notevole sulla sua carriera.

### Il primo periodo alla DDB
Durante la prima metà degli anni cinquanta è grafico presso lo studio AD di Diamond Barnett. 
Nel 1954 viene assunto dalla Doyle Dane Bernbach, agenzia pubblicitaria per la quale lavorerà, quasi ininterrottamente, per il resto della vita e che contribuirà in maniera significativa a far diventare una delle più importanti del mondo.
Tra i primi lavori di rilievo realizzati alla DDB c'è la campagna per la Polaroid, ditta questa che sarà poi seguita da Krone per molti anni a venire.
Ma il momento chiave nella carriera di Helmut Krone è rappresentato dal 1959, anno in cui realizza, assieme al copywriter Julian Koenig e sotto la direzione di Bill Bernbach, quella che è considerata da Advertising Age la miglior pubblicità della storia: «Think small», per il rilancio del Maggiolino della Volkswagen sul mercato statunitense. 
Segue da lì a poco un altro annuncio che diventerà un classico: «Lemon», sempre per la medesima macchina e sempre coi medesimi collaboratori.

Pubblicità caratterizzate da un livello di sintesi ed eleganza esemplare:
la griglia compositiva era costituita dal layout a tre colonne di David Ogilvy all'epoca assai in voga, ma a partire da questa base si evolvono annunci totalmente innovativi sia a livello strategico sia a livello visivo: semplici, schietti e con l'uso di luce piatta. Esattamente il contrario dello "stile Detroit" (dal nome della città nella quale avevano sede le più importanti case automobilistiche statunitensi) che imperava all'epoca: scintillante, scaltro e con prospettive ardite.
Da tener conto, inoltre, che le fotografie (in bianco e nero) a quel tempo erano impiegate piuttosto di rado per reclamizzare le auto, perché si preferivano ancora le classiche illustrazioni iperrealistiche a colori. E in ogni caso non si utilizzavano immagini così: di fatto queste pubblicità erano costituite dalla foto di un'automobile su campo bianco. Tuttavia si fa notare anche che, osservati oggi questi annunci, se da un lato appaiono estremamente moderni, dall'altro sembrano recuperare una radicalità tipica dei primi manifesti della storia della pubblicità (vedi ad esempio Leonetto Cappiello).
Secondo la filosofia di Krone lo stile del graphic designer doveva venire sempre dopo la personalità del prodotto o, meglio ancora, doveva esserci una coerenza, poiché una réclame in grado di riflettere un'azienda era di per sé l'azienda stessa.
Però, ad esempio, Krone era anche fortemente critico nei confronti del concetto di logotipo: secondo lui una scritta graficizzata, denotativa di un'azienda, all'atto pratico diceva ad un lettore: «Sono pubblicità, volta pagina!». E invece occorreva dare qualcosa di meglio.
La pubblicità ideale, per Krone, era una pubblicità talmente pulita ed efficace che non fosse proprio possibile appicicarci sopra anche un logo.
Durante gli anni sessanta Krone realizzerà réclame per molti dei veicoli della casa automobilistica tedesca. In particolare, oltre a quelle per il già citato Maggiolino, è doveroso ricordare quelle per il pullmino della Volkswagen.
Curerà poi la caratterizzazione del personaggio della pubblicità Juan Valdez, impiegato come testimonial per reclamizzare il caffè Colombian.
Ma l'altro momento chiave nella carriera di Helmut Krone arriva nel 1962, anno in cui realizza la campagna pubblicitaria per la ditta di autonoleggio Avis.
Da un punto di vista prettamente grafico l'innovazione è rappresentata da un impiego di headline e body-copy pervasive, tanto da riempire l'intera pagina di scritte e ridurre l'immagine ad un piccolo elemento decorativo. E, per l'appunto, dall'omissione di marchio e logo.
Di fatto egli ribaltava lo "stile Volkswagen" che lo aveva reso famoso poco tempo prima. Ma in maniera matematica: rendere piccolo tutto ciò che solitamente era grande, rendere grande tutto ciò che solitamente era piccolo.
Pubblicità senza marchio e logo, piccole fotografie usate come marchio, caratteri tipografici usati come logo, annunci senza slogan, slogan usati come didascalie, annunci senza body-copy, réclame senza prodotto (o quasi): sempre proteso a realizzare qualcosa di "creativo", Krone riteneva che l'unico elemento veramente degno d'apprezzamento in una pubblicità fosse la novità: riuscire a realizzare qualcosa di mai visto prima. E la novità era tale nella misura in cui riusciva a rompere delle regole.
Ovviamente questa abilità non nasceva dal nulla. Come lo stesso Krone fa notare, di base la sua spinta a ricercare costantemente l'originalità derivava dagli insegnamenti del suo maestro Alexey Brodovitch. Ma per affinare tale capacità aveva iniziato copiando Bob Gage (che a sua volta si rifaceva a Paul Rand, che a sua volta si rifaceva a Jan Tschichold, che a sua volta era figura di spicco dello stile tipografico internazionale). Secondo Krone era innanzitutto necessario risolvere un problema, trovare una risposta onesta ad una domanda. Se poi negli anni iniziava ad emergere uno stile personale, allora si doveva essere gli ultimi a saperlo. Era necessario essere "innocenti".
La seconda metà degli anni sessanta, tuttavia, sono in generale un periodo abbastanza difficile per Krone alla DDB, che non sempre si trova in linea con la filosofia dell'agenzia pubblicitaria. A questo si aggiungono anche alcuni problemi di salute e alcuni problemi personali. Nel 1968 decide quindi di prendere un anno sabbatico, che però si risolverà l'anno successivo con l'abbandono definitivo della DDB.
Nel 1969 Krone si sposa in seconde nozze, e fonda una propria agenzia pubblicitaria, la Case & Krone. La nuova ditta avrà vita relativamente effimera, e verrà chiusa nel 1973.

### Il secondo periodo alla DDB
Già a partire dal 1972 Helmut Krone aveva ripreso contatti con Bill Bernbach. Tra le pubblicità più importanti del nuovo corso alla DDB è possibile citare quelle per la Audi Fox, per la Porsche e per gli pneumatici Uniroyal.
In questa seconda parte della propria carriera Krone andrà recuperando una concezione più radicale del graphic design, meno subordinata all'idea (si tratta del cosiddetto "Presentational concept").
Gli anni ottanta sono caratterizzati dalla realizzazione di campagne pubblicitarie speciali per alcune aziende quali ad esempio Chivas, Minolta, IBM, e ancora Porsche. 
Da "solista" realizzerà, nel 1984, anche una pubblicità per il Wall Street Journal.
Tuttavia durante questi ultimi anni della propria vita Krone si dedicherà sempre di più alla pittura, e si occuperà dell'allestimento di mostre dedicate sia ai propri dipinti sia alle proprie pubblicità. 
Nel 1988 si ritira dalla DDB.
Helmut Krone muore di tumore, il 12 aprile del 1996, all'età di settant'anni.

## Principali riconoscimenti
- 1962 – menzionato (assieme a Bob Levenson) dal One Club of Art Directors and Writers
- 1979 – annoverato nella Art Directors Hall of Fame di New York
- 1984 – annoverato nella One Club Hall of Fame
- 1989 – annoverato nella Art Directors Hall of Fame tedesca
- 1991 – Medaglia One Club